# Pézenas
Pézenas (okcitánsky Pesenaç, Pesenàs) je francouzské město s 8002 obyvateli (k 1. lednu 2019) v departementu Hérault v regionu Occitánie. Je součástí arrindissementu Béziers a kantonu Pézenas.

## Poloha
Pézenas se nachází mezi Béziers (23 kilometrů) a Montpellier (63 kilometrů) v údolí řeky Hérault, poblíž ústí jejího pravého přítoku Peyne.

## Historie
Založení Pézenas je datováno kolem roku 300 př. n. l. Název místa je odvozen z latinského Piscenae a souvisí také s řekou Peyne. Pézenas byl v 16.–17. století sídlem vlády a rezidence guvernéra provincie Languedoc.

## Pamětihodnosti
- Historické staré město s památkově chráněnými budovami a městskými paláci ze 16., 17. a 18. století.
- Kolegiátní kostel Saint-Jean z 18. století.
- Kostel Sainte-Ursule dokončený roku 1686.
- Městské divadlo, které bylo zřízeno kolem roku 1830 v novoklasicistním stylu z bývalého kostela. Opakovaně zde hostovala Comédie-Française.
- Muzeum Vullioda Saint-Germaina, které shromažďuje sbírky související s historií města, včetně místnosti věnované Molièrovi.
- Židovské ghetto (rue de la Juiverie a rue des Litanies), které se rozvíjelo od příchodu židů v roce 1298 až do vyhnání židů z Francouzského království králem Karlem VI. roku 1394.
- Molièrův pomník z roku 1897, autor Jean-Antoine Injalbert. Jeden ze dvou pomníků věnovaných Molièrovi ve Francii (druhým je Fontaine Molière v Paříži).

## Osobnosti spojené s městem
- Pierre Richer de Belleval (asi 1564–1632), francouzský botanik a lékař, praktický lékař v Pézenas.
- Zemřel zde Jean-François Sarasin (1614–1654), francouzský literát a básník.
- Roger de Harlay (1615-1669), biskup a hrabě z Lodève, zemřel v Pézenas.
- Louis Thomassin (1619–1695), francouzský filozof a kanonista, učitel filozofie v Pézenas.
- Molière (1622–1673), francouzský herec, divadelní režisér a dramatik; navštěvoval Pézenas se svou divadelní skupinou L'Illustre Théâtre.
- Armand de Bourbon, princ de Conti (1629–1666), francouzský šlechtic a mecenáš mladší linie rodu Bourbon-Conti; zemřel v Pézenas.
- Dom Bedos (1709–1779), francouzský benediktin, varhanář, zeměměřič a spisovatel; navštěvoval školu oratoriánů v Pézenas.
- Gabriel-François Venel (1723–1775), francouzský lékař, lékárník, chemik a encyklopedista, zemřel v Pézenas.
- Massimiliano Spinola (1780-1857), italský entomolog, narozený v Pézenas.
- Paul Vidal de la Blache (1845–1918), francouzský geograf, historik a etnolog; spoluzakladatel socioekonomické geografie ; narozený v Pézenas.
- Louis Paulhan (1883-1963), francouzský pilot, narozený v Pézenas.
- Edmond Charlot (1915-2004), vydavatel Alberta Camuse a redaktor La France libre v letech 1940-1980.
- Boby Lapointe (1922-1972), francouzský skladatel, narodil se a zemřel v Pézenas.
- Hippolyte Annex (1933-2021), francouzský boxer narozený v Pézenas.
- Alain Robert (narozen 1962), francouzský volný lezec, žijící v Pézenas.
- Éric Dubus (narozen 1966), francouzský běžec na střední a dlouhé tratě, narozený v Pézenas.